# 라스판햄

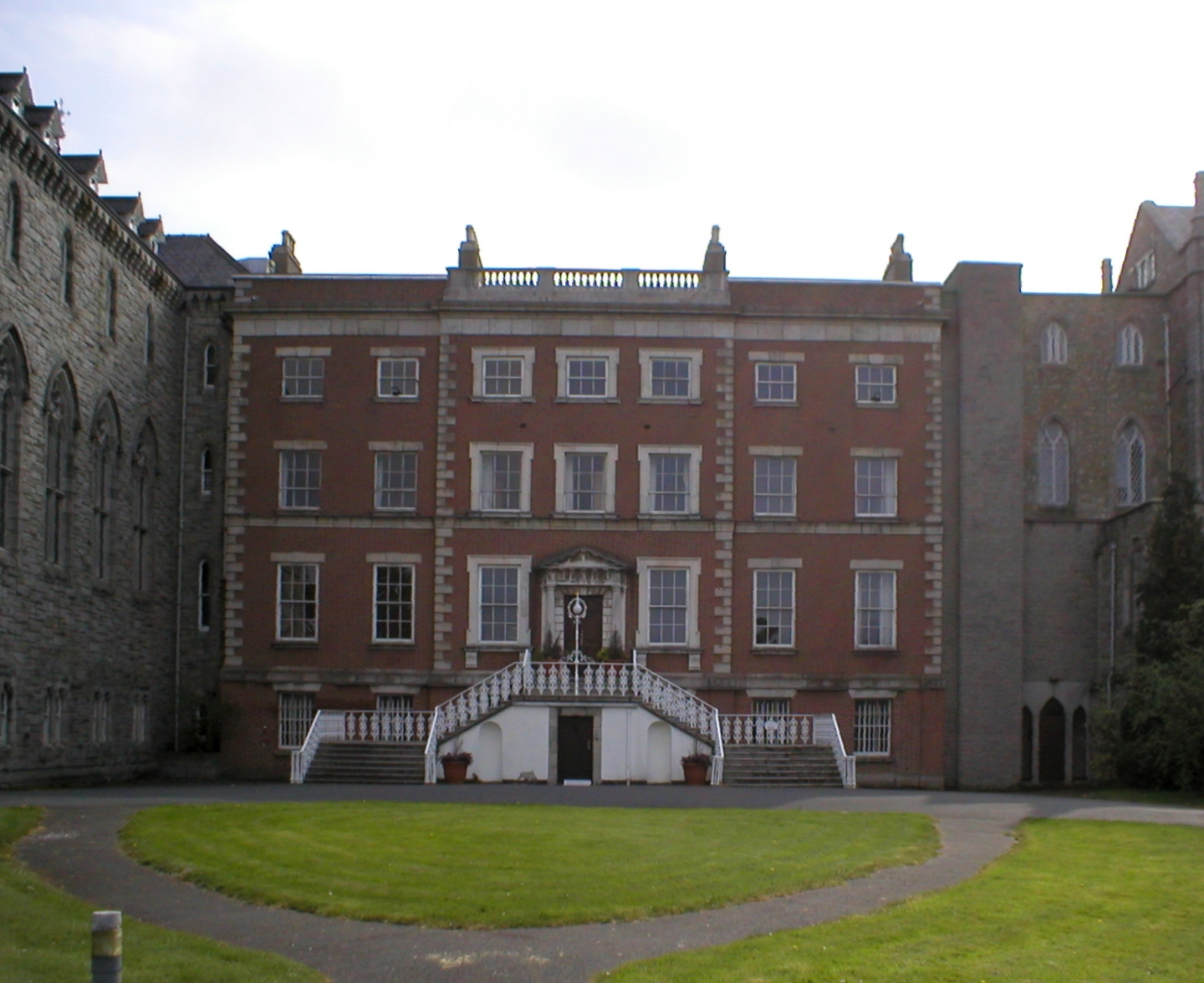
라스판햄의 수도원

라스판햄(Rathfarnham)은 아일랜드 더블린 남쪽 근교의 소도시이다.
12세기에 노르만족(바이킹)의 잇단 침입으로 일진일퇴가 계속되었고, 견고한 성곽이 축조되었다. 16세기 종교 개혁이 몰고 온 여파는 대규모의 내란을 유발시켰고, 17세기에 올리버 크롬웰 정부의 점령을 불러왔다. 18세기 이후 도시 조직이 정비되어갔다. 수도원 등 역사적인 건물들도 많다.